# スズコウジュ
スズコウジュ Perillula reptans Maxim. はシソ科の植物の一つ。鈴のような小さな花をつける。日本固有種で単形属。

## 特徴
多年生の草本。地下茎を長く引き、所々に球形に膨らんだ部分がある。地上茎は立ち、高さ20-30cm、長い軟毛が多く、所々で分枝する。葉は対生し、1-2cmの葉柄がある。葉身は卵形から菱状卵形で、nagasa2-4cm、幅1-2.2cm。葉質は薄く、表裏の脈状にはまばらに毛があり、先端は尖り、基部はくさび形、縁には鋸歯がある。
花は8-10月に咲く。長さ4-10cmのまばらな総状花序を出し、花を仮輪生に出す。仮輪の花数は2-6個。花はやや俯いて咲く。萼は釣り鐘型で10脈を持ち、唇形になって上唇が三裂、下唇が二裂する。花冠は釣り鐘型で長さ5-6mmで白、筒部はやや幅広くなり、先端は唇形だが明確でなく、上唇は先端がくぼむ程度に二裂、下唇は浅く三裂する。雄蘂は4個。

### 名称について
和名は花が球形で鈴のようで、コウジュの類であるとの命名である。なお、コウジュは香需：ナギナタコウジュ属のものである由。学名の方は属名が『小さなシソ属』、種小名は『匍匐する』の意であり、この種が地下茎で匍匐することにちなんだものである。

## 分布と生育環境
日本の固有種で、本州で関東以西の太平洋岸から四国、九州、琉球列島まで分布する。山地の森林の木陰に生える。

## 分類
本種の所属する属には本種のみが含まれる単形属である。

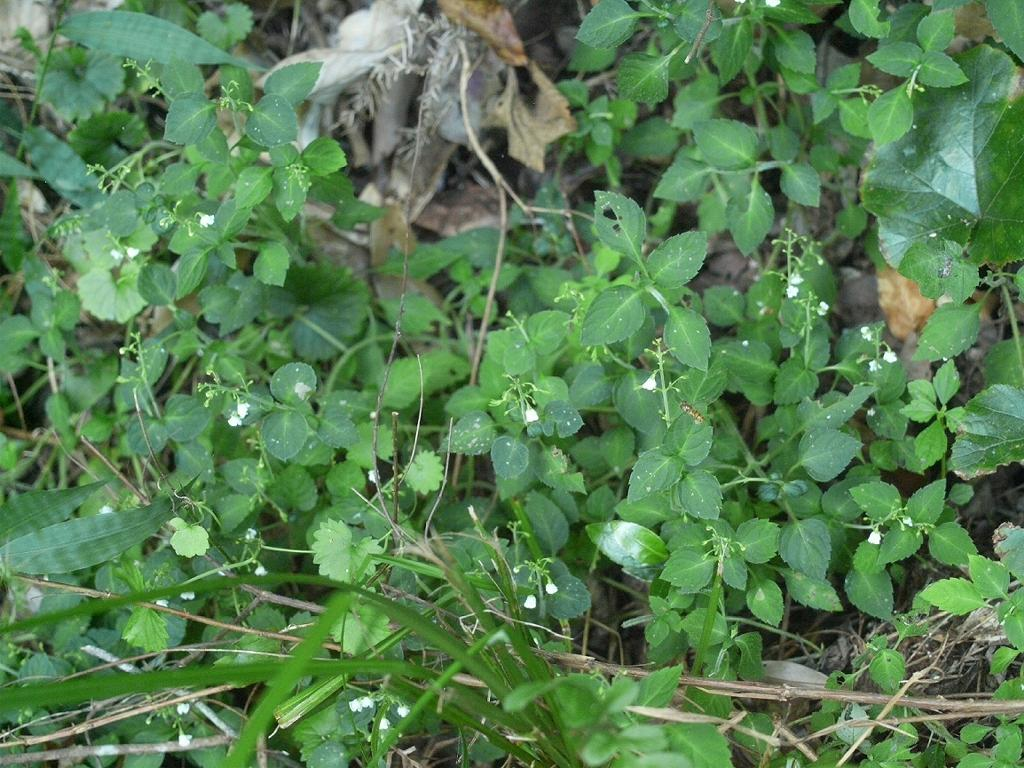
群落のようす
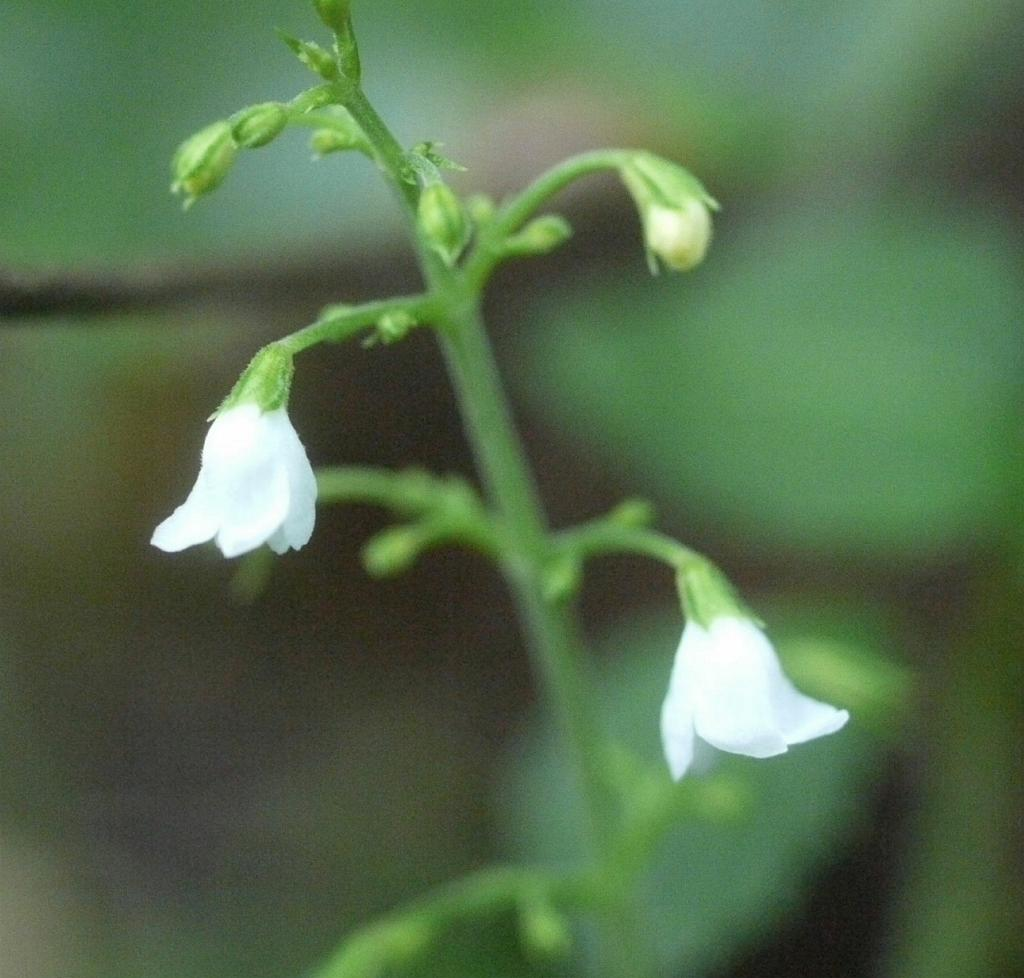
花序の一部